# オリンピック・レガシー

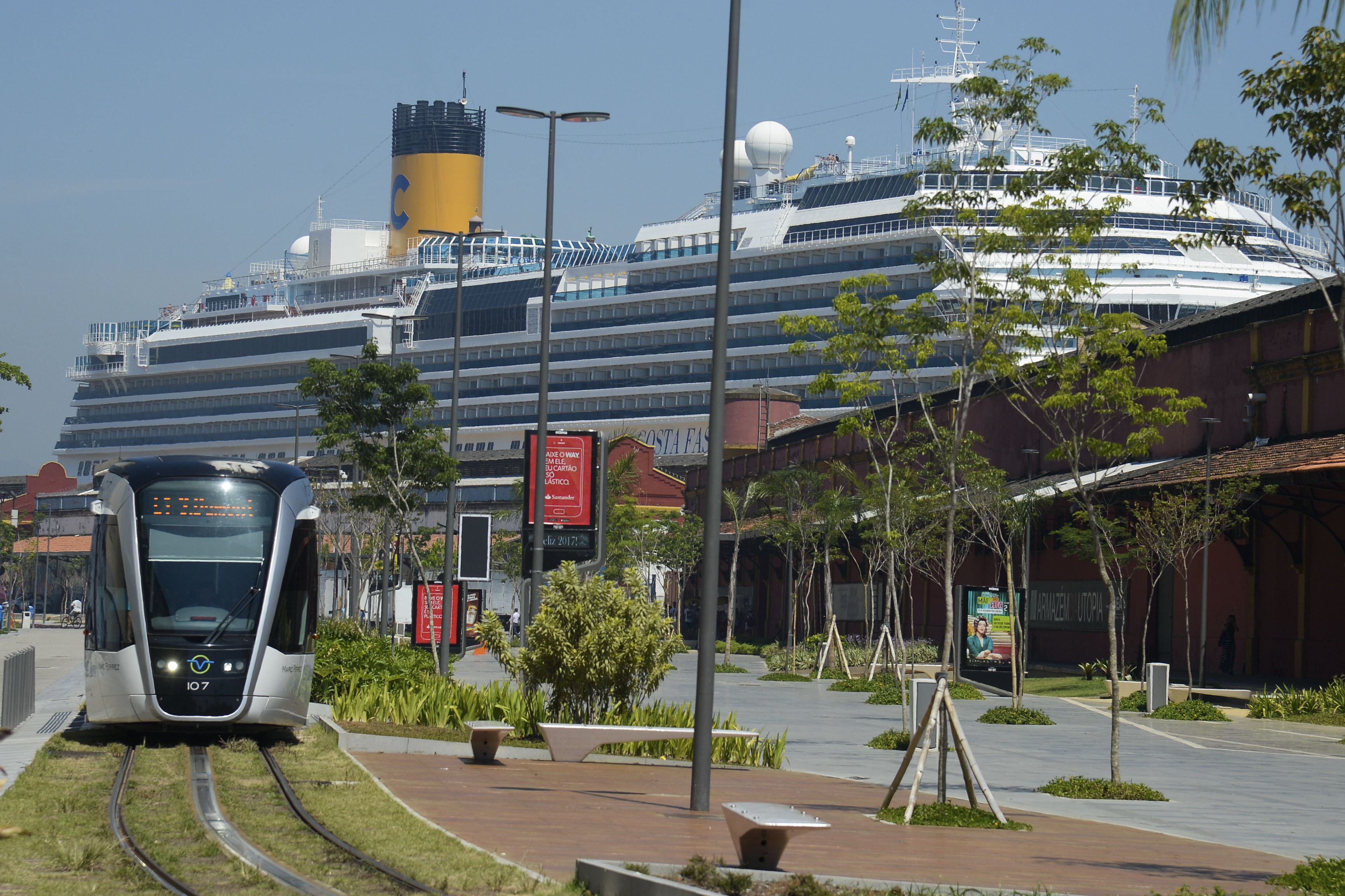
2014年サッカーワールドカップと2016年オリンピックに向けて再開発されたリオデジャネイロの港湾地区。VLT（左）は2016年開業。

オリンピック・レガシー（英: Olympic legacy）とは、オリンピック開催後に残る有形無形のもの。オリンピックのような大規模な競技大会は開催地に長期的な影響をもたらす。特に2000年代以降、重視されるようになった概念である。

## 有形と無形
レガシーには道路や鉄道、競技施設など有形のもの（ハード面）だけでなく、大会の結果として会得された新しい知見やシステム、関係といった無形のものも含まれる。発展途上地域におけるレガシーはハード面が中心となるが、成熟社会ではハードだけでなくソフトのレガシーを創出し継承することが求められる。
有形のレガシーは定量的な分析がよく行われているのと比較して、無形のレガシーは捉えることが困難であるため研究が不十分であり、その測定の重要性を主張する研究者は多い。

## 負のレガシー

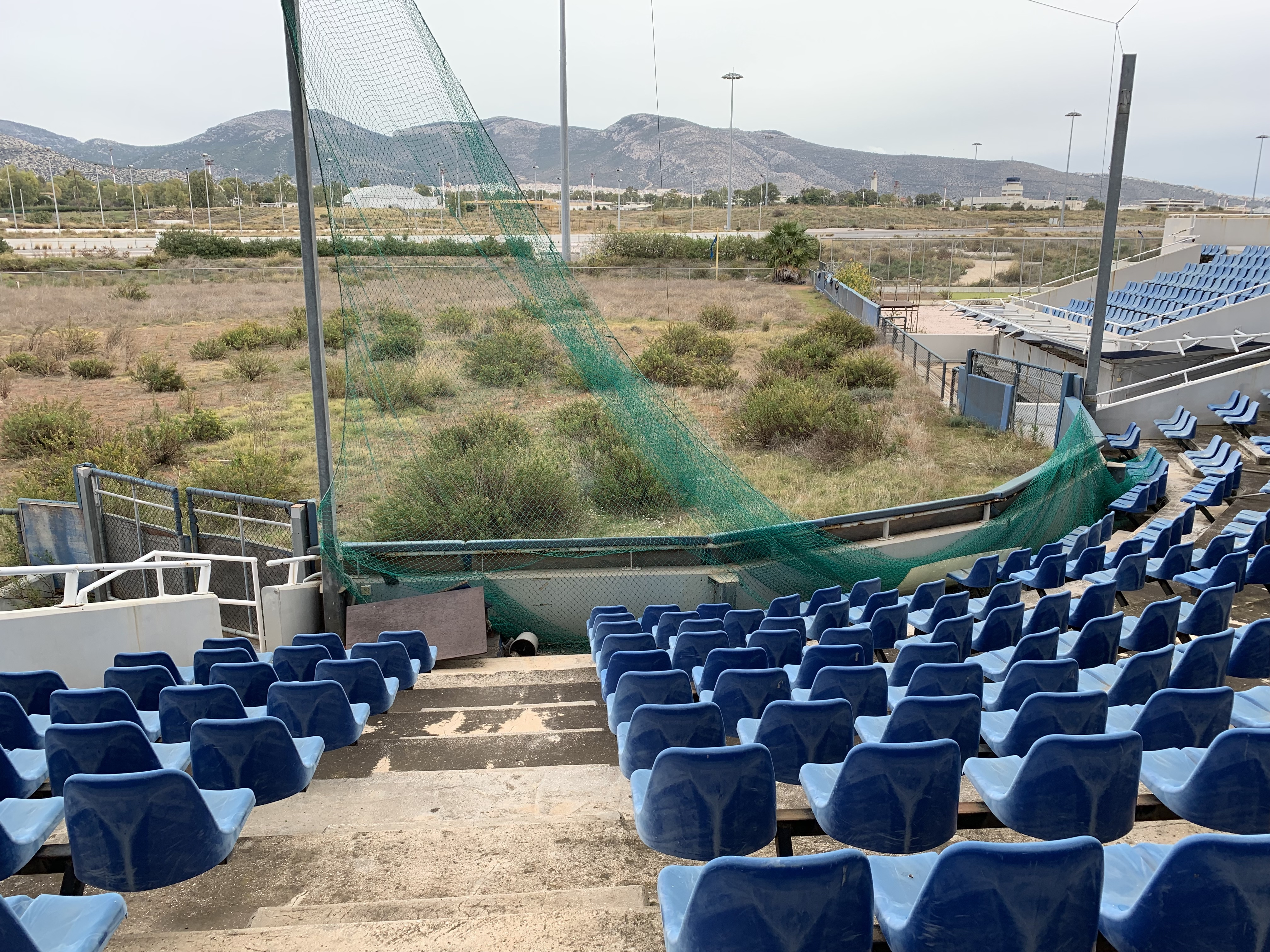
荒廃したオリンピックソフトボール場（ギリシャ、2018年11月）

レガシーは、ポジティブなものばかりとは限らない。2004年に夏季オリンピックを開催したギリシャは、その後財政難に陥り、大会で使用された競技施設（英語版）の多くが活用されず荒廃している。
招致活動でポジティブなものが強調されるのは当然であるが、招致成功後はネガティブな事項も十分に議論し、ポジティブなレガシーへ変えていく努力が重要となる。

## 立案の重要性
オリンピックの開催を招致する都市は、開催によるレガシー創出の具体的なプランを国際オリンピック委員会（IOC）に提出する。これは2002年、IOCがオリンピック憲章に「To promote a positive legacy from the Olympic Games to the host cities and countries（オリンピックの開催都市ならびに開催国に、よい遺産を残すことを推進する）」と書き加えたことによる。その意図するところは、オリンピック開催にともない整備したインフラストラクチャーを無駄にすることなく（物質的意義）、オリンピックを体感した若い世代の豊かな人間性の醸成を促す（精神的意義）ことにある。
2012年ロンドンオリンピック大会関係者の談として、「有形無形の社会変化（レガシー）は大会時に突然生まれるものではない。事前にどれだけ人々の関心や機運を高め、機会を最大限生かすかで、その成果は大きく変わってくる」としている。巨額の資金を投入して大会を開催する以上、オリンピックが単なる一過性の祭りに終わったり、建設した施設が有効利用されず維持費のかかる荷物（英語版）になったりしないよう、招致活動開始時から立候補都市はレガシーのための施策が問われることになる。
仮に開催が実現しなかったとしても、招致がきっかけとなってレガシーが生じれば、その都市にとって招致活動自体が意義あるものとして相応の価値を生みうる。

### IOCによる重視の背景
「レガシー」という言葉がオリンピックに関連して初めて使われたのは1956年メルボルンオリンピックの招致時であったが、大会開催の説得材料として、レガシーという考えが必ずしも浸透していたわけではなかった。2000年代以降「レガシー」がIOCにとって特に関心のあるテーマとなった理由には、3点が挙げられる。第一に、レガシーがポジティブなものであれば、開催地の世論によるIOCへの非難が回避でき、大会は開催地にとって好ましいのだという証となる点。第二に、大会インフラに希少な公的資源を用いる正当な理由となる点。そして第三に、他の都市や国が大会開催に立候補する動機となる点である。立候補需要の低下はIOCの力を弱め、オリンピックの存続を危ぶませる。
1998年にソルトレイクシティオリンピック招致の買収スキャンダル（英語版）が発覚し、IOCは招致活動の透明化を図るため、招致に関するルール等を大幅に見直した。オリンピック存続への強い危機感の結果、招致の段階にも考慮すべき重要なテーマとして「レガシー」のための取り組みが強化され、2012年大会の招致活動からはプランの提出が必須となった。

## 分野
レガシーの概念は多様化しており、研究者によっても様々な分類がなされている。レガシーは分野横断的でもあるため、評価の包括的な枠組みを構築することは難しい。IOCはオリンピック・レガシーとして以下の5つのカテゴリーをあげている。
1. スポーツ・レガシー：スポーツ施設の整備、スポーツ参加の向上など
2. 社会レガシー：開催都市の地位、文化価値の創造、教育、官民の協働など
3. 環境レガシー：都市の持続可能性、新エネルギーの導入など
4. 都市レガシー：都市開発、交通インフラの整備など
5. 経済レガシー：経済活動の活発化、雇用創出、観光客の増加など

## 過去大会の事例

### イギリス

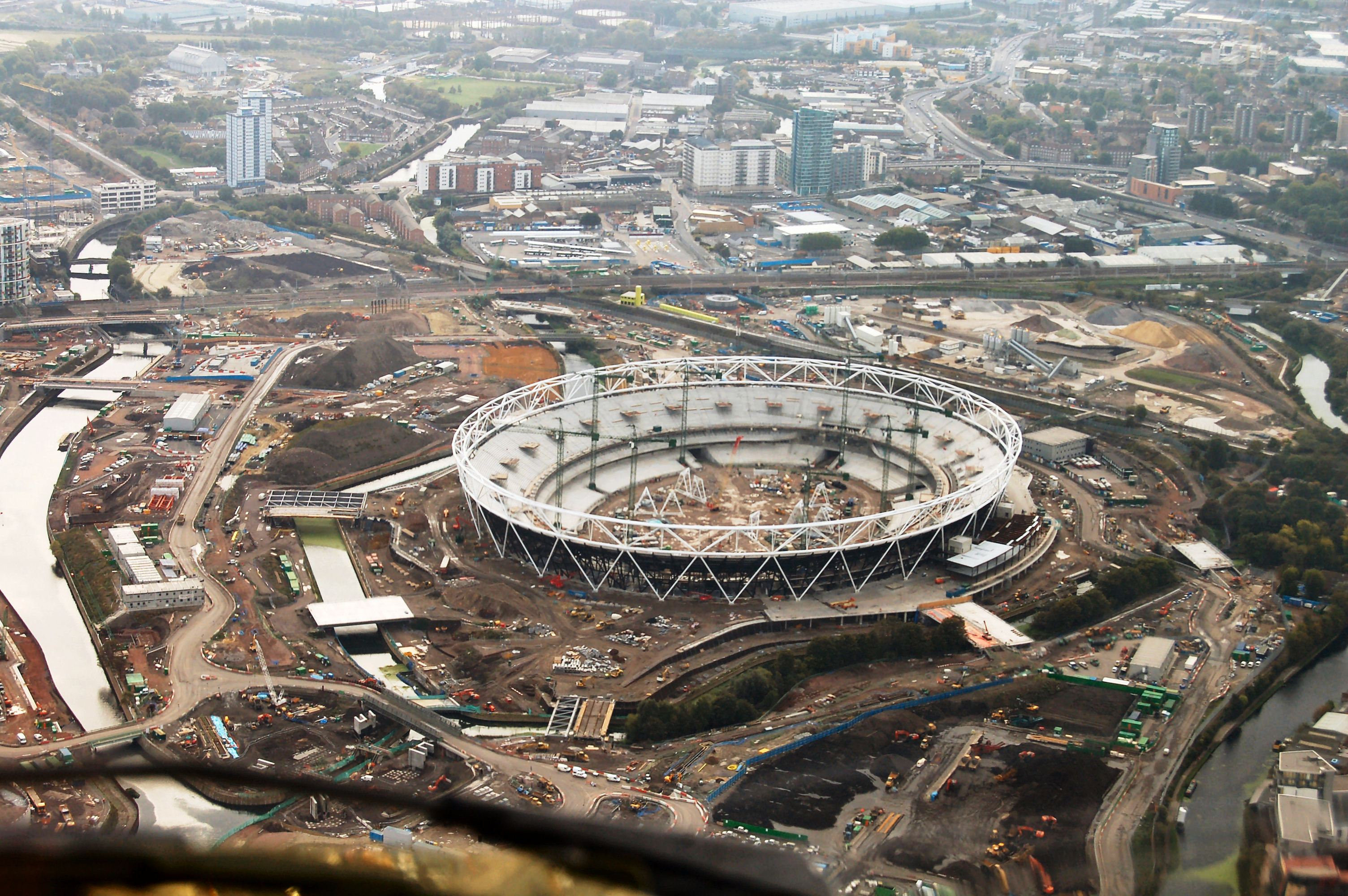
建設中のオリンピックパーク（ロンドン、2009年10月）

イギリス政府は2007年に、2012年ロンドンオリンピックに向けた5つの約束を発表した。その中で、ロンドンのイーストエンド地域中心部の改造、および持続可能な暮らし（英語版）のためのオリンピックパーク計画の策定が打ち出された。イーストエンドに位置するオリンピックパーク一帯は産業革命以来、工場や産業廃棄物が集積していた地域で、土壌汚染が深刻な問題になっていた。長年放置されていた地域だったが、最新技術を用いた土壌洗浄により利用可能な土地へと再生された。
オリンピックパーク内に建設されたロンドン・スタジアムは、大会後に多目的スタジアムへ改装され、主にウェストハム・ユナイテッドFCのホームスタジアムとして稼働している。同スタジアムは2015年ラグビーワールドカップ、2017年世界陸上競技選手権大会でも会場として使用された。

### 日本

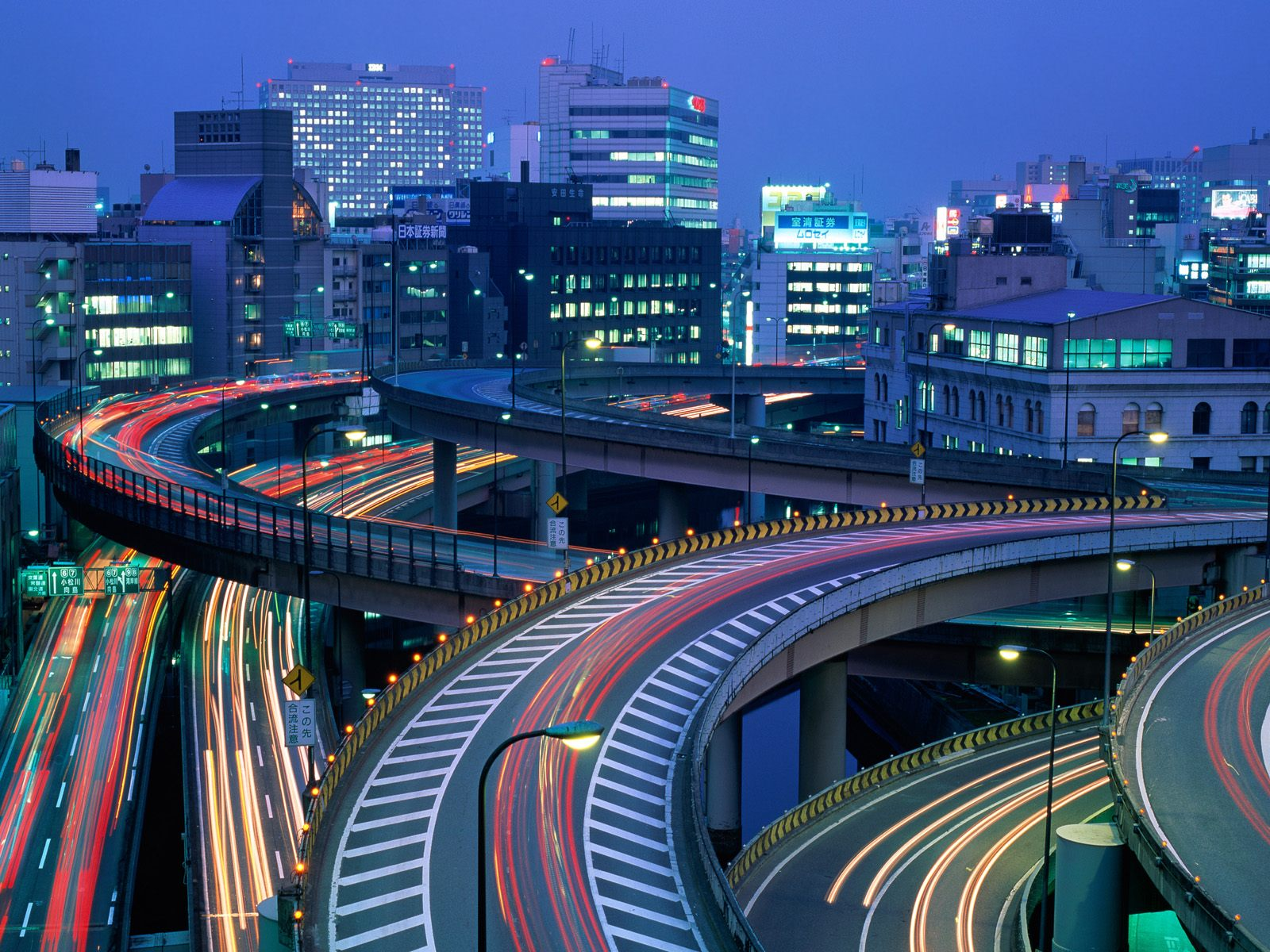
1963年供用開始の江戸橋JCT

#### 1940年東京五輪
1940年に開催予定で中止となった1940年の東京オリンピックだが、新幹線（山陽新幹線路線含む）の前身となる弾丸列車計画とそれに伴う対馬海峡・朝鮮海峡下を掘削する日韓トンネル計画が練られ、そこで蓄積された研究成果は戦後の高速鉄道や水底トンネル技術に活かされた。

#### 1964年東京五輪
1964年東京オリンピックのレガシーとしては、東海道新幹線や首都高速道路の整備、ホテルの開業に合わせた工期短縮目的で開発されたユニットバス、選手村での食事提供に用いられた冷凍食品、衛星放送の実現とカラーテレビ、ピクトグラムの普及などが現在に受け継がれている。
また、国立代々木競技場・東京体育館・日本武道館・馬事公苑など前東京オリンピックで用いられた競技会場を2020年のオリンピック・パラリンピックで再利用することになり、これらがある山の手側を「ヘリテッジ（遺産）ゾーン」と呼ぶ。加えて国立代々木競技場を世界遺産に登録しようという建築家らによる運動も始まった。

#### 札幌五輪
1972年札幌オリンピックでは、札幌市営地下鉄が開業した。

#### 長野五輪
1998年長野オリンピックでは長野新幹線の開通がある一方で、負のレガシーとして滑降競技場設営問題のような環境破壊問題、長野市ボブスレー・リュージュパーク財政難問題などがあった。また長野県の財政問題が指摘され、財政再建を掲げる田中康夫が県知事に当選することとなった。

#### 2020年東京五輪
2020年東京オリンピックのレガシーとしては、建物、虎ノ門ヒルズ駅などがある。